# Metamulciber albostriatus
Metamulciber albostriatus là một loài bọ cánh cứng trong họ Cerambycidae.